# ケビン・キム
ケビン・キム（英語:Kevin Kim、1978年7月26日 - ）はアメリカ合衆国の元男子テニス選手。2004年に男子シングルスでプロ選手ランキングのトップ100に入り、2005年3月に生涯最高となる世界63位を記録した。

## 来歴
1993年、キムはマイケル・ラッセルとコンビを組み、全米テニス協会の全国少年16室内男子ダブルス大会選手権で優勝した。 キムは、1994年の全米テニス協会男子16シングルス選手権の決勝でラッセルに敗れた。1994年の全米男子クレーコート選手権の決勝ではラッセルを破り、1994年の全米イースター・ボウルズ男子16選手権の決勝でラッセルに敗れた。
1995年は、全米テニス協会18男子クレーコート選手権の決勝でラッセルに敗れた。キムは、1995年全豪オープンジュニア選手権でシングルスでは2回戦、ラッセルと組んだダブルスでは準々決勝まで進出した。
1996年、パラグアイのアスンシオンで開催された1996年アスンシオンボウルでラッセルと組んだダブルスで優勝した。 1996年の全米テニス協会全国男子18選手権ダブルスでラッセルと組んだが、ブライアン兄弟（ボブとマイク）に決勝で敗れた。 彼は、1996年のウィンブルドン選手権のジュニア部門では、ラッセルと組んだダブルスで準々決勝まで進出した。
キムは2005年全豪オープンで3回戦まで残り、また現役時代に9つのチャレンジャータイトルを獲得した。　